# Лутер, Томас
Томас Лутер (нем. Thomas Luther; 4 ноября 1969, Эрфурт) — немецкий шахматист, гроссмейстер (1994).
Трёхкратный чемпион Германии (1993, 2002 и 2006).
В составе сборной Германии участник 4-х Олимпиад (1998—2002 и 2006).

## Изменения рейтинга
| Графики недоступны из-за технических проблем. См. информацию на Фабрикаторе и на mediawiki.org. |